# Оцелул-Рошу
Оце́лул-Ро́шу (рум. Oțelu Roșu, венг. Nándorhegy (Нандорхедь), нем. Ferdinandsberg (Фердинандсберг)) — город в Румынии, расположен в юго-западной части жудеца Караш-Северин, региона Банат. Административно городу подчинены села:
1. Мал (398 жителей на 2011 год)
2. Чиреша (651 жителей на 2011 год)

Оцелул-Рошу расположен на расстоянии 317 км северо-западнее Бухареста, 43 км северо-восточнее Решицы, 91 км к востоку от Тимишоары.

## История

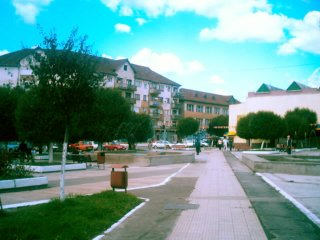
Центр города

Первые признаки жизнедеятельности человека, обнаруженные на территории города, относятся к периоду палеолита. К этому историческому периоду относятся, найденные на территории города, археологические находки в виде примитивных орудий труда.
В XV веке, во времена средневековья, Оцелу-Рошу упоминается под названием «Bistra», а позже под венгерским именем «Nándorhegy». После изгнания турок из Баната, площадь была колонизирована немцами. Позже, когда Трансильвания вошла в состав Румынии, имя «Nándorhegy» было заменено на «Ferdinand».
В 1947 году название «Ferdinand» не понравилось правительству Социалистической Республики Румынии. Вскоре оно было заменено на нынешнее. Название Оцелул-Рошу («Красная Сталь») подчеркивает важность металлообрабатывающей промышленности для города.

## Население
По данными переписи 2011 года в городе проживает 10 510 человек (160 чел/км²).
В 2002 году в городе проживало 13056 человек. Причины демографического регресса, наряду с другими глобальными проблемами, высокий уровень безработицы и слаборазвитая промышленность. Это заставляет молодых людей переезжать в региональные центры, такие как Тимишоара.
92,98 % жителей являются румынами; 2,09 % — немцы; 3,23 % — венгры. После революции 1989 года большинство немцев, итальянцев и словаков эмигрировали. 
Родным языком назвали:
| Язык        | Количество людей | Процент |
| ----------- | ---------------- | ------- |
| румынский   | 10961            | 93,3%   |
| немецкий    | 382              | 3,3%    |
| венгерский  | 364              | 3,1%    |
| украинский  | 19               | 0,2%    |
| цыганский   | 9                | 0,1%    |
| сербский    | 6                | 0,1%    |
| итальянский | 2                | < 0,1%  |
| русский     | 1                | < 0,1%  |
| хорватский  | 1                | < 0,1%  |
| греческий   | 1                | < 0,1%  |

На 2002 год 76,7 % жителей являются приверженцами Румынской православной церкви; 11,4 % — римо-католики.

## Образование
В городе работает 4 общеобразовательные школы.

## Галерея

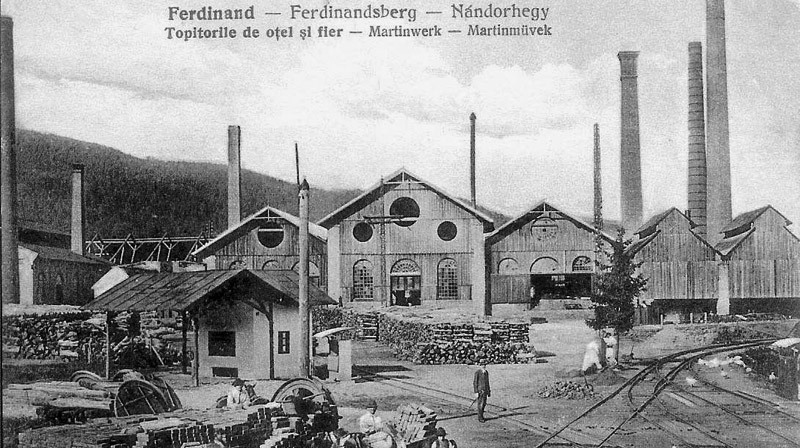
Металлургический завод
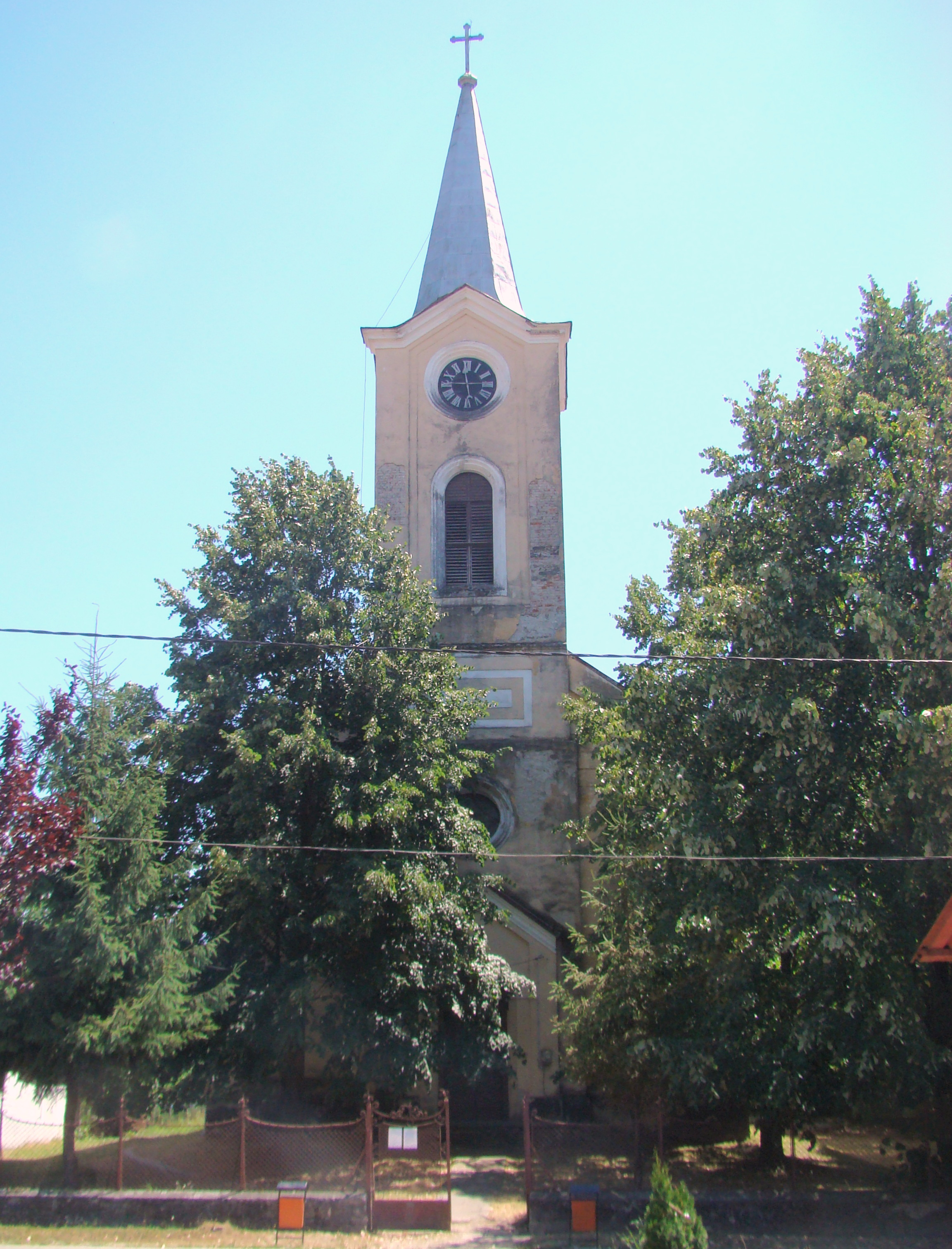
Евангелическая церковь
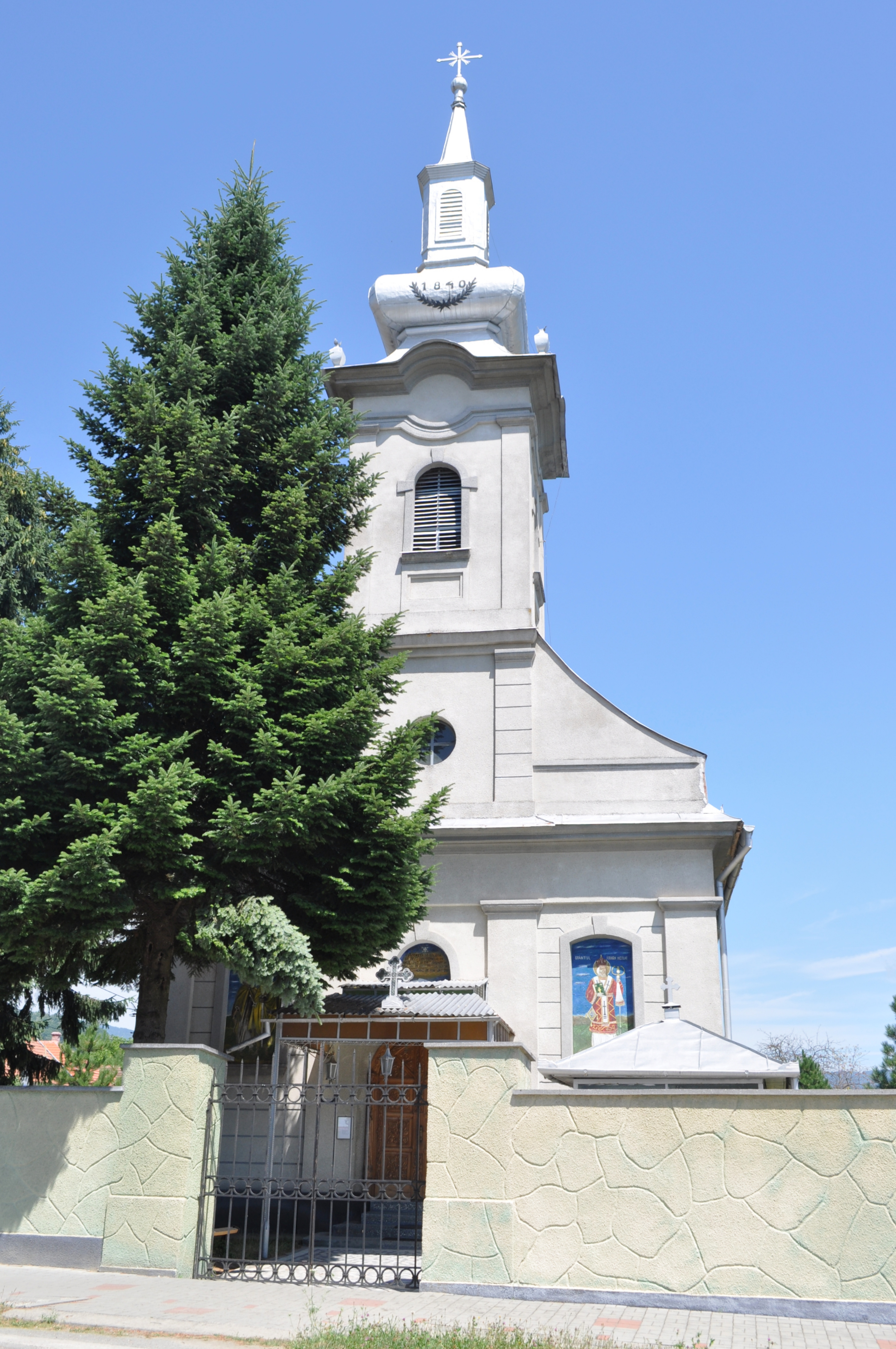
Церковь Святого Георгия
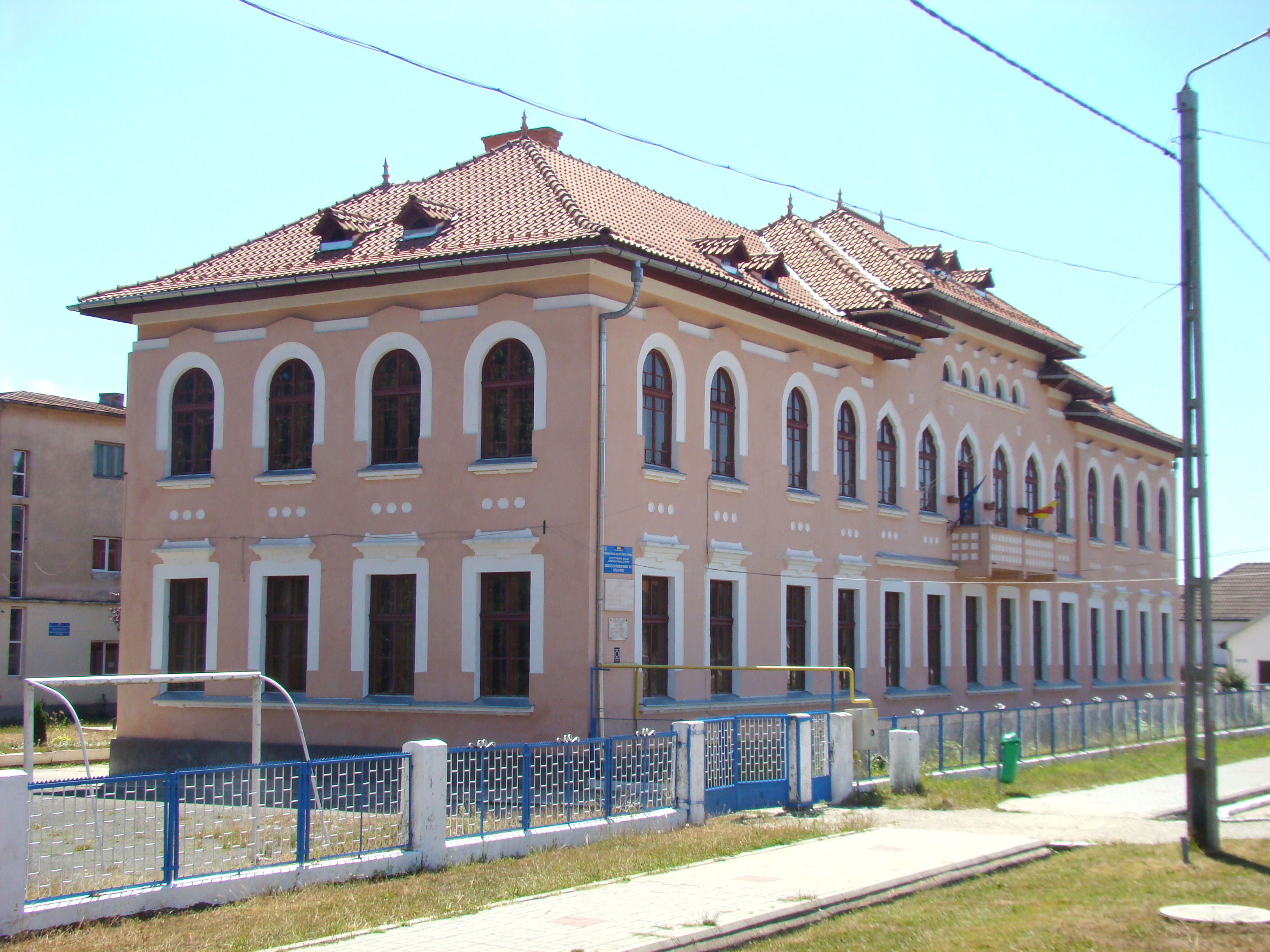
Троицкая школа (исторический памятник)
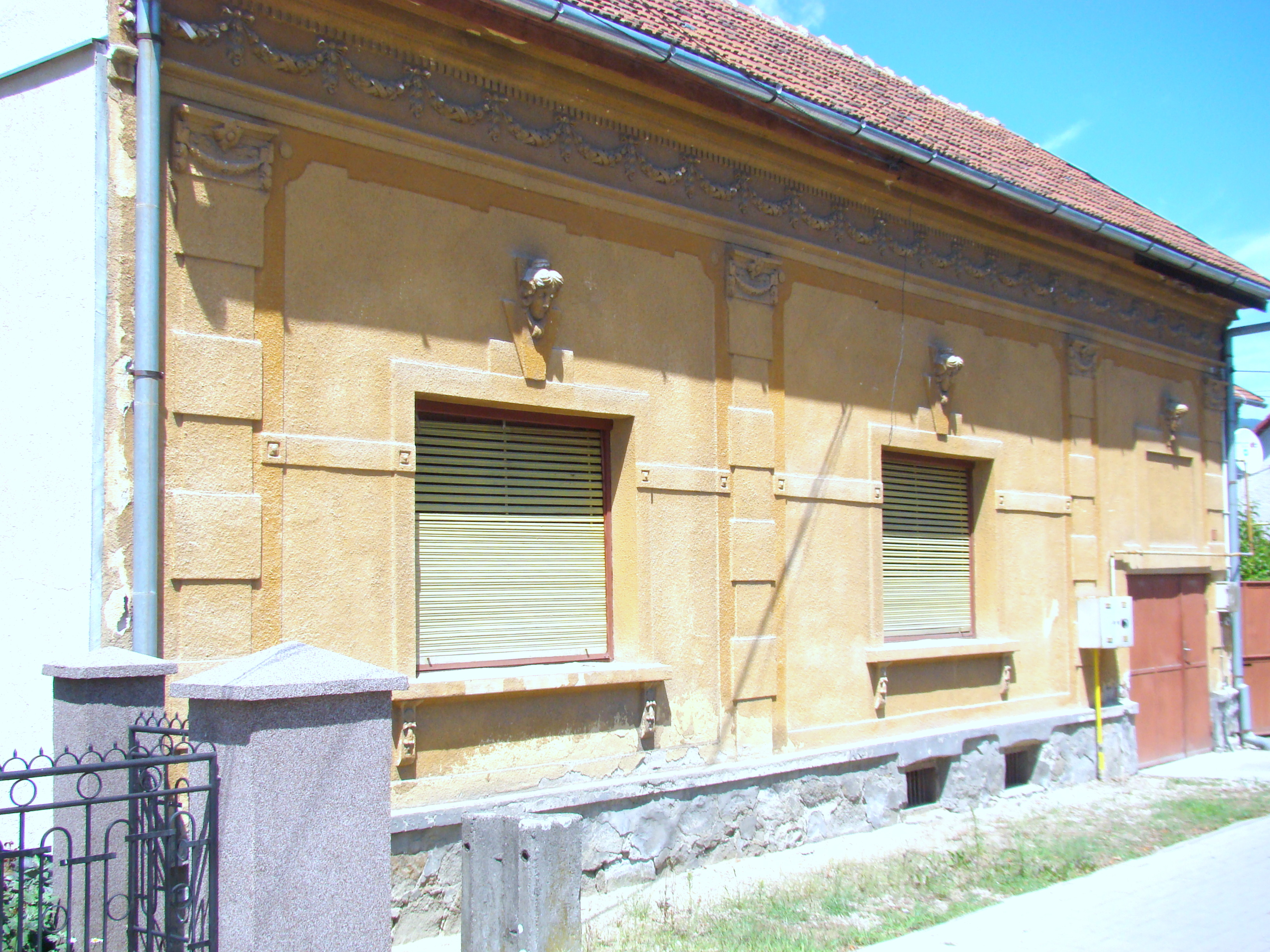
Дом фотографа Норберта Таугнера